# Austin Theory
Austin Tyler White (McDonough, 2 de agosto de 1997) é um lutador profissional e fisiculturista americano. Ele atualmente trabalha na WWE, onde atua no Smackdown, sob o nome de ringue Austin Theory. Antes da WWE, ele lutou no circuito independente, incluindo várias promoções da World Wrestling Network, como Full Impact Pro (FIP) e Evolve – ao longo do caminho ganhando o Campeonato da WWN, o Campeonato Mundial Peso Pesado da FIP e o Campeonato da Evolve.

## Início de vida
Austin White nasceu em 2 de agosto de 1997 no subúrbio de Atlanta, em McDonough, Geórgia. Em 2015, ele ficou em primeiro lugar no Campeonato de Fisiculturismo NPC da Geórgia, categoria Teen Men quando tinha 17 anos.

## Carreira na luta profissional

### Primeiros anos (2016–2019)
Em 5 de maio de 2016, ele fez sua estreia no wrestling profissional sob o nome de ringue Austin Theory, derrotando AR Fox em um evento da WWA4 para ganhar o WWA4 Heavyweight Championship. Theory fez sua estreia na Progress Wrestling em 1º de abril de 2017 em um show conjunto Progress e Evolve, onde perdeu para Keith Lee em uma luta fatal 4-way, que também envolveu Jason Kincaid e Blaster McMassive. Em 12 de agosto, Theory perdeu para Mark Haskins em uma luta fatal 4-way, que também envolveu Mark Andrews e Keith Lee. No Capítulo 67, Theory se uniu a Jinny para derrotar Will Ospreay e Kay Lee Ray.
Em 12 de agosto de 2016, Theory fez sua estreia na World Wrestling Network no Heatstroke da Full Impact Pro (FIP), ao lado de AC Mack. Em 7 de janeiro de 2017, no Style Battle, Theory foi derrotado por AR Fox. No FIP Everything Burns, Theory derrotou Anthony Henry. Theory fez sua estreia no Evolve no Evolve 78, derrotando Darby Allin. No Evolve 79, Theory perdeu um luta fatal 4-way para Chris Dickinson. No Evolve 80, ele perdeu para Ethan Page. No Evolve 84, ele foi derrotado por Lio Rush. No Evolve 88, ele derrotou Ethan Case. Na noite seguinte no Evolve 89, ele derrotou Trent Beretta.
No Evolve 97, Theory derrotou Fred Yehi para ganhar o Campeonato Mundial Peso Pesado da FIP. No FIP Everything Burns, Theory manteve seu título contra Martin Stone. No Evolve 100, Theory não conseguiu vencer o Campeonato da Evolve contra Zack Saber Jr. No Evolve 103, Theory derrotou Keith Lee para ganhar o Campeonato da WWN, terminando o reinado de 175 dias de Lee. No Evolve 106, Theory perdeu o Campeonato da WWN para Joey Janela. Em 30 de setembro no Accelerate, ele perdeu o Campeonato Mundial Peso Pesado da FIP para Anthony Henry. No Evolve 117, Theory derrotou Fabian Aichner e Roderick Strong para ganhar o Campeonato da Evolve. No Evolve 139 em 9 de novembro de 2019, ele perdeu o Campeonato da Evolve para Josh Briggs.
Em 16 de junho de 2018, Theory fez sua estreia no The Crash Lucha Libre ao perder para Rey Horus. Em 2 de março de 2019, Theory derrotou Willie Mack, Bárbaro Cavernario e Sansón para ganhar o Campeonato Peso Pesado da Crash. Em 14 de junho, Theory fez sua estreia na CMLL representando The Crash, em parceria com Carístico e Volador Jr. para derrotar Rush e La Peste Negra (Bárbaro Cavernario e Negro Casas).

### WWE
Antes de assinar com a empresa, ele participou de um teste da WWE em fevereiro de 2018. Em 8 de abril, durante o dia 4 da WrestleMania Axxess, Theory manteve seu Campeonato da WWN ao derrotar Marcel Barthel.

#### Estreias no NXT e Raw (2019–2020)
Em 15 de agosto de 2019, foi anunciado que ele havia assinado um contrato com a WWE e começaria a se reportar ao WWE Performance Center. No episódio de 25 de dezembro do NXT, Theory fez sua estreia no ringue, aceitando um desafio aberto contra Roderick Strong pelo Campeonato Norte Americano do NXT, mas não conseguiu ganhar o título. No episódio de 8 de janeiro de 2020 do NXT, Theory alcançou sua primeira vitória ao derrotar Joaquin Wilde.
Theory apareceu no episódio de 30 de março do Raw como associado de Zelina Vega, estabelecendo-se como um heel. Theory juntou-se com Angel Garza e Seth Rollins, onde foram derrotados por Kevin Owens e Campeões de Duplas do Raw The Street Profits (Angelo Dawkins e Montez Ford). Na WrestleMania 36, Theory se uniu a Garza para desafiar sem sucesso The Street Profits pelo Campeonato de Duplas do Raw. Na noite seguinte no Raw, Theory e Garza foram novamente derrotados pelo The Street Profits em uma revanche pelos títulos. Depois de derrotar Akira Tozawa no Raw de 13 de abril, os outros associados de Vega, Garza e Andrade se juntaram a ele para derrotar Tozawa enquanto os três posavam juntos, confirmando seu status como uma facção. No entanto, no Raw de 18 de maio, ele foi atacado por Andrade e Garza depois de acidentalmente custar-lhes uma luta de duplas contra Apollo Crews e Kevin Owens, expulsando-o da facção. Mais tarde naquela mesma noite, ele ajudou Seth Rollins e Murphy a atacar Aleister Black, juntando-se formalmente ao grupo de Rollins como discípulo. No entanto, após o episódio do Raw de 22 de junho, ele não apareceu mais com Rollins e Murphy.

#### The Way (2020–2021)
No episódio de 26 de agosto do NXT, Theory retornou à televisão interrompendo Bronson Reed, voltando para a marca. Ele então fez seu retorno no ringue no episódio de 8 de setembro do NXT, perdendo para Reed. Depois disso, Theory passaria a maior parte de seu tempo no NXT como um talento de aprimoramento, muitas vezes perdendo suas lutas para nomes como Kushida, Dexter Lumis e outros. Theory se revelaria como o mais novo membro da família Gargano no NXT TakeOver: War Games, ajudando Johnny Gargano a vencer o Campeonato Norte-Americano do NXT pela terceira vez. Ele então apareceu no episódio de 9 de dezembro para revelar que fazia parte de uma facção vilã chamada The Way com Gargano, sua esposa Candice LeRae e Indi Hartwell. Na semana seguinte, Theory se uniu a Gargano para derrotar Kushida e Leon Ruff.
Em janeiro de 2021, Theory e Gargano participaram do Dusty Rhodes Tag Team Classic de 2021, mas foram eliminados na primeira rodada por Kushida e Leon Ruff no episódio de 20 de janeiro do NXT. Nos próximos meses, Theory ajudaria principalmente Gargano a manter o Campeonato Norte-Americano contra vários adversários. Após uma derrota para Kyle O'Reilly no episódio de 20 de julho do NXT, Theory se ausentou da televisão do NXT. Na estreia do NXT 2.0, Theory voltou para o casamento de Indi Hartwell e Dexter Lumis.

#### História com Mr. McMahon (2021–2022)
Como parte do Draft de 2021 em outubro, Theory foi draftado para a marca Raw. No episódio de 4 de outubro do Raw, Theory fez seu retorno à marca como heel ao atacar Jeff Hardy após sua derrota para Damian Priest. Na semana seguinte no Raw, Theory derrotaria Hardy e novamente na semana seguinte. No Raw de 25 de outubro, Theory entraria em uma pequena rivalidade com The Mysterios, derrotando Dominik Mysterio naquela noite e derrotando Rey Mysterio por desqualificação na semana seguinte. No Raw de 15 de novembro, depois que Rey Mysterio foi ferido por Bobby Lashley, Theory seria anunciado como seu substituto na equipe masculina do Raw no Survivor Series. No evento, Theory eliminaria Sheamus antes de ser eliminado por Jeff Hardy.
Na noite seguinte no Raw, foi revelado que Theory pegou o Cleopatra's Egg de Mr. McMahon, levando McMahon a recompensar Theory com uma luta pelo Campeonato da WWE contra Big E no evento principal naquela noite por "mostrar força intestinal", que ele perdeu. Nas semanas seguintes, Theory receberia conselhos de carreira de McMahon. No episódio do Raw de 17 de janeiro de 2022, depois de derrotar Finn Bálor, McMahon recompensaria Theory com uma vaga na luta Royal Rumble. Em 29 de janeiro no Royal Rumble, Theory entraria na luta como o terceiro participante, com duração de 22 minutos antes de ser eliminado por AJ Styles. No Raw de 31 de janeiro, Theory derrotou Kevin Owens em uma luta de qualificação Elimination Chamber. No Elimination Chamber, Theory não conseguiu ganhar o Campeonato da WWE depois de ser derrotado por Brock Lesnar em uma luta também envolvendo Seth Rollins, AJ Styles, Riddle e o atual campeão Bobby Lashley. Perto do final da Elimination Chamber, Lesnar e Theory geraram burburinho quando Lesnar deu seu golpe final, o F-5, jogando Theory do topo de um dos pods da Câmara para o chão.
No episódio do Raw de 28 de fevereiro de 2022, Theory tentaria subornar McMahon para acompanhá-lo em sua entrevista com Pat McAfee, no entanto, essa ideia foi derrubada por McMahon. Naquela mesma semana no Smackdown, Theory apareceria apesar de estar na outra marca e enfrentaria McAfee, anunciando que seria o oponente de McAfee na WrestleMania. Theory acabaria perdendo a luta, mas ajudou McMahon a derrotar McAfee na luta subsequente que se seguiu.

#### Campeão dos Estados Unidos (2022–presente)
Na noite seguinte no Raw, Theory juntou-se a The Usos para derrotar RK-Bro e Finn Bálor ao imobilizar Bálor, ganhando a chance de disputar o título de Balór. Em um segmento de bastidores na semana seguinte, Theory anunciou que ele e Mr. McMahon decidiram que o nome Austin não combinava mais com ele, abandonando o primeiro nome e passando por Theory. No Raw de 18 de abril, Theory derrotou Bálor para se tornar Campeão dos Estados Unidos pela primeira vez em sua carreira. No Raw de 9 de maio, Theory defendeu o título contra Cody Rhodes, perdendo a luta por desqualificação após interferência de Seth Rollins, mas manteve o título.